# A South Park kiadásai DVD-n
Ez az oldal a South Park című rajzfilmsorozat DVD-s megjelenéseivel foglalkozik.
A sorozatot évadonként kiadták DVD-n az Egyesült Államokban, eredeti nyelven, angolul.
Magyarországon kereskedelmi forgalomban egyelőre még nem jelentek meg a sorozat epizódjai, ennélfogva magyar felirattal sem beszerezhetők.

## Megjelenések
| Évad | Évad     | Epizódok száma | Eredeti vetítés | Megjelenési dátum    | Megjelenési dátum    | Megjelenési dátum    | Megjelenési dátum |
| Évad | Évad     | Epizódok száma | Eredeti vetítés | Régió 1              | Régió 2              | Régió 4              |                   |
| ---- | -------- | -------------- | --------------- | -------------------- | -------------------- | -------------------- | ----------------- |
|      | 1. évad  | 13             | 1997–1998       | 2002. november 12.*  | 2001. május 7.       | 2007. október 4.     |                   |
|      |          |                |                 |                      |                      |                      |                   |
|      | 2. évad  | 18             | 1998–1999       | 2003. június 3.*     | 2001. május 28.      | 2007. október 4.     |                   |
|      |          |                |                 |                      |                      |                      |                   |
|      | 3. évad  | 17             | 1999–2000       | 2003. december 16.*  | 2001. június 18.     | 2008. március 20.    |                   |
|      |          |                |                 |                      |                      |                      |                   |
|      | 4. évad  | 17             | 2000            | 2004. június 29.     | 2001. április 16.    | 2008. március 20.    |                   |
|      |          |                |                 |                      |                      |                      |                   |
|      | 5. évad  | 14             | 2001            | 2005. február 22.    | 2007. október 22.    | 2009. március 5.     |                   |
|      |          |                |                 |                      |                      |                      |                   |
|      | 6. évad  | 17             | 2002            | 2005. október 11.    | 2008. március 13.    | 2009. május 7.       |                   |
|      |          |                |                 |                      |                      |                      |                   |
|      | 7. évad  | 15             | 2003            | 2006. március 21.    | 2008. június 19.     | 2010. március 4.     |                   |
|      |          |                |                 |                      |                      |                      |                   |
|      | 8. évad  | 14             | 2004            | 2006. augusztus 29.  | 2008. szeptember 15. | 2010. április 1.     |                   |
|      |          |                |                 |                      |                      |                      |                   |
|      | 9. évad  | 14             | 2005            | 2007. március 6.     | 2009. február 2.     | 2010. május 6.       |                   |
|      |          |                |                 |                      |                      |                      |                   |
|      | 10. évad | 14             | 2006            | 2007. augusztus 21.  | 2009. április 6.     | 2007. október 4.     |                   |
|      |          |                |                 |                      |                      |                      |                   |
|      | 11. évad | 14             | 2007            | 2008. augusztus 12.  | 2009. június 22.     | 2008. október 9.     |                   |
|      |          |                |                 |                      |                      |                      |                   |
|      | 12. évad | 14             | 2008            | 2009. március 10.    | 2009. október 19.    | 2009. szeptember 30. |                   |
|      |          |                |                 |                      |                      |                      |                   |
|      | 13. évad | 14             | 2009            | 2010. március 16.    | 2010. szeptember 27. | 2010. október 5.     |                   |
|      |          |                |                 |                      |                      |                      |                   |
|      | 14. évad | 14             | 2010            | 2011. április 26.    | 2011. szeptember 19. | 2012. augusztus 6.   |                   |
|      |          |                |                 |                      |                      |                      |                   |
|      | 15. évad | 14             | 2011            | 2012. március 27.    | 2012. július 2.      | 2012. július 18.     |                   |
|      |          |                |                 |                      |                      |                      |                   |
|      | 16. évad | 14             | 2012            | 2013. szeptember 24. | 2013. október 28.    | 2013. szeptember 18. |                   |
|      |          |                |                 |                      |                      |                      |                   |
|      | 17. évad | 10             | 2013            | 2014. szeptember 16. | 2014. október 27.    | 2014. szeptember 16. |                   |
|      |          |                |                 |                      |                      |                      |                   |
|      | 18. évad | 10             | 2014            | 2015. október 6.     | 2015. november 2.    | 2015. november 12.   |                   |
|      |          |                |                 |                      |                      |                      |                   |
|      | 19. évad | 10             | 2015            | 2016. szeptember 6.  | 2016. november 7.    | 2016. november 2.    |                   |
|      |          |                |                 |                      |                      |                      |                   |
|      | 20. évad | 10             | 2016            | 2017. június 13.     | 2017. november 6.    | 2017. november 1.    |                   |
|      |          |                |                 |                      |                      |                      |                   |
|      | 21. évad | 10             | 2017            | 2018. június 5.      | 2018. szeptember 17. | 2018. október 31.    |                   |
|      |          |                |                 |                      |                      |                      |                   |
|      | 22. évad | 10             | 2018            | 2019. május 28.      | 2019. szeptember 16. | 2019. július 10.     |                   |
|      |          |                |                 |                      |                      |                      |                   |
|      | 23. évad | 10             | 2019            | 2020. június 23.     | 2020. július 27.     | 2020. július 15.     |                   |
|      |          |                |                 |                      |                      |                      |                   |
|      | 24. évad | 2              | 2020–2021       | 2022. augusztus 16.  | 2022. október 31.    | –                    |                   |
|      |          |                |                 |                      |                      |                      |                   |
|      | 25. évad | 6              | 2022            | 2023. április 4.     | 2023. május 1.       | –                    |                   |

*2004. június 29-én újra kiadták

## 1. évad
A csomag tartalmazza a teljes első évadot. A csomag három lemezből áll, lemezenként négy (a harmadik lemezen négy plusz egy) epizóddal. Megjelenése az Egyesült Államokban 2002. november 22-én volt. Három választható nyelv van, angol, spanyol, illetve francia. A lemez Matt Stone és Trey Parker videókommentárját is tartalmazza.
1. lemez
- "Cartman anális beültetése" Eredeti bemutató: 1997. augusztus 13.
- "Testsúly 4000" Eredeti bemutató: 1997. augusztus 20.
- "A vulkán" Eredeti bemutató: 1997. augusztus 27.
- "Meleg Al meleg vízitúrája" Eredeti bemutató: 1997. szeptember 3.

2. lemez
- "Szerelem Fáni és Malac között" Eredeti bemutató: 1997. szeptember 10.
- "Halál" Eredeti bemutató: 1997. szeptember 17.
- "Rózsaszín szem" Eredeti bemutató: 1997. október 29.
- "Kákabélű" Eredeti bemutató: 1997. november 19.

3. lemez
- "Kulabá, az ünnepi kaki" Eredeti bemutató: 1997. december 17.
- "Damien" Eredeti bemutató: 1998. február 4.
- "Tom szépségklinikája" Eredeti bemutató: 1998. február 11.
- "Mecha Streisand" Eredeti bemutató: 1998. február 18.
- "Cartman mama piszkos múltja" Eredeti bemutató: 1998. február 25.

Extrák
- Cartman "O Holy Night" videó
- Ned "O Little Town Of Bethlehem" videó
- Eredeti televíziós bemutatók
- "A South Park Thanksgiving" közrem.: The Tonight Show és Jay Leno

## 2. évad
A 2. évad 2003. július 3-án jelent meg az Egyesült Államokban három lemezzel (hat epizóddal lemezenként) és egy bónusz lemezzel.
1. lemez
- "Terrance & Phillip lukam nélkül soha" Eredeti bemutató: 1998. április 1.
- "Cartman mama újabb sötét titka" Eredeti bemutató: 1998. április 22.
- "A csirkebaszó" Eredeti bemutató: 1998. május 20.
- "Ike körülmetélése" Eredeti bemutató: 1998. május 27.
- "A töppedt ikerszarkómás ápolónő" Eredeti bemutató: 1998. június 3.
- "A Dél-Sri Lankai mexikóma béka" Eredeti bemutató: 1998. június 10.

2. lemez
- "Vackor néni busza" Eredeti bemutató: 1998. június 17.
- "A nyár egy szívás" Eredeti bemutató: 1998. június 24.
- "Séf bácsi sózott csokigolyói" Eredeti bemutató: 1998. augusztus 19.
- "A bárányhimlő" Eredeti bemutató: 1998. augusztus 26.
- "A PlaneÁrium" Eredeti bemutató: 1998. szeptember 2.
- "A klubház" Eredeti bemutató: 1998. szeptember 23.

3. lemez
- "Tehén napok" Eredeti bemutató: 1998. szeptember 30.
- "Séf-segély" Eredeti bemutató: 1998. október 7.
- "A kísértethal" Eredeti bemutató: 1998. október 28.
- "Boldog karácsonyt, Charlie Manson!" Eredeti bemutató: 1998. december 9.
- "Alsónadrág-gnómok" Eredeti bemutató: 1998. december 16.
- "Őskori jégember (South Park)" Eredeti bemutató: 1999. január 20.

Extrák
- "Goin' Down To South Park" dokumentáció
- Séf "Chocolate Salty Balls" videó

## 3. évad
A 3. évad 2003. december 16-án jelent meg az Egyesült Államokban, három lemezzel, lemezenként hat(harmadik lemezen öt) epizóddal.
1. lemez
- "Az őserdőben" Eredeti bemutató: 1999. április 7.
- "Öngyulladás" Eredeti bemutató: 1999. április 14.
- "A Szivola" Eredeti bemutató: 1999. április 21.
- "Tweek vs. Craig" Eredeti bemutató: 1999. június 16.
- "Beszauruszok" Eredeti bemutató: 1999. június 23.
- "Szexuális Zaklatás Panda" Eredeti bemutató: 1999. július 7.

2. lemez
- "Macskaorgia" Eredeti bemutató: 1999. július 14.
- "Csupaszon egy forró kádban" Eredeti bemutató: 1999. július 21.
- "A vallás rabjai" Eredeti bemutató: 1999. július 28.
- "Chinpokomon" Eredeti bemutató: 1999. november 3.
- "A kalóz-kísértet rejtélye" Eredeti bemutató: 1999. október 27.
- "Ritmikus csimpifon" Eredeti bemutató: 1999. november 10.

3. lemez
- "Kákabélű az űrben" Eredeti bemutató: 1999. november 17.
- "Észak és Dél" Eredeti bemutató: 1999. november 24.
- "Kula bá ünnepi klasszikusai" Eredeti bemutató: 1999. december 1.
- "Odafent vagy, Uram? Én vagyok az, Jézus" Eredeti bemutató: 1999. december 29.
- "A világraszóló koncert" Eredeti bemutató: 2000. január 12.

Extrák
- Az alkotók 5-7 perces minikommentárja minden részhez.

## 4. évad
A 4. évad 2004. június 29-én jelent meg az Egyesült Államokban, három lemezzel, lemezenként hat (a harmadik lemezen öt) epizóddal. Ugyanebben az évben újra kiadták az első három évadot is, felújított változatban.
1. lemez
- "Cartman súlyos bűne" Eredeti bemutató: 2000. április 12.
- "A fogtündér" Eredeti bemutató: 2000. április 5.
- "Ötösikrek" Eredeti bemutató: 2000. április 26.
- "Timmy" Eredeti bemutató: 2000. április 19.
- "Cartman a NAMBLA tagja" Eredeti bemutató: 2000. június 21.
- "Cherokee hajtamponok" Eredeti bemutató: 2000. július 28.

2. lemez
- "Séf tévedése" Eredeti bemutató: 2000. július 5.
- "Valami, amit az ujjaddal csinálhatsz" Eredeti bemutató: 2000. július 12.
- "Ki jut elsőként a Pokolba" Eredeti bemutató: 2000. július 19.
- "Cartman hitgyűlése" Eredeti bemutató: 2000. július 26.
- "A negyedik osztályban" Eredeti bemutató: 2000. november 8.
- "Irattartó" Eredeti bemutató: 2000. november 15.

3. lemez
- "Hálaadás-nap" Eredeti bemutató: 2000. november 22.
- "Pip" Eredeti bemutató: 2000. november 29.
- "Dagitábor" Eredeti bemutató: 2000. december 6.
- "Molesztálás" Eredeti bemutató: 2000. december 13.
- "A karácsony szelleme" Eredeti bemutató: 2000. december 20.

Extrák
- Az alkotók 5-7 perces minikommentárja minden részhez.

## 5. évad
Az 5. évad 2005. február 22-én jelent meg az Egyesült Államokban, három lemezzel, lemezenként öt (a harmadik lemezen négy) epizóddal.
1. lemez
- "Scott Tenormannak meg kell halnia" Eredeti bemutató: 2001. július 11.
- "A szarral nem szabad szarozni" Eredeti bemutató: 2001. június 20.
- "GYÉPÉ csata" Eredeti bemutató: 2001. június 27.
- "Csúcsszuper barátok – Istenségek" Eredeti bemutató: 2001. július 4.
- "Terrance és Phillip fingik egymásra" Eredeti bemutató: 2001. június 21.

2. lemez
- "Cartmanland – Cartman saját vidámparkja" Eredeti bemutató: 2001. július 25.
- "Szexuális felvilágosítás óra" Eredeti bemutató: 2001. augusztus 1.
- "Törcsi – Törülke" Eredeti bemutató: 2001. augusztus 8.
- "Osama bin Laden jól megkapja" Eredeti bemutató: 2001. november 7.
- "Ha a segged van a fejed helyén" Eredeti bemutató: 2001. november 14.

3. lemez
- "AZ, a csodálatos jármű" Eredeti bemutató: 2001. november 21.
- "Itt jönnek a szomszédok" Eredeti bemutató: 2001. november 28.
- "Kenny meghal" Eredeti bemutató: 2001. december 5.
- "Butters Nagyon Saját Epizódja" Eredeti bemutató: 2001. december 12.

Extrák
- Az alkotók 5-7 perces minikommentárja minden részhez.